# Solos en América
Solos en América es el nombre del sexto álbum de estudio de la banda argentina Miguel Mateos/ZAS, editado por Sazam en 1986.

## Detalles
Es considerado uno de los álbumes insignia del rock en castellano de la década del '80, y además fue el puntapié inicial para que Miguel Mateos/ZAS diera su salto definitivo a Latinoamérica. 
Los hits "Cuando seas grande", "Es tan fácil romper un corazón" y "Solos en América" fueron piezas fundamentales y catapultaron a la banda a la fama en países como México, Perú, Chile y en el mercado latino de los Estados Unidos.
Este álbum fue originalmente editado como un LP/casete doble, aunque también se vendían ambos discos por separado.

## Lista de canciones
Disco 1
1. Cuando seas grande (4:27)
2. Ámame ahora, no mañana (4:12)
3. Dejen las armas (3:34)
4. Solos en América (6:24)
5. Llámame, si me necesitas (4:28)
6. Hagamos el amor (6:03)
7. Mi sombra en la pared (4:55)

Disco 2
1. Es tan facil romper un corazón (4:53)
2. Si el amor existe (4:25) (*)
3. Libre vivir (4:51)
4. Llámame si me necesitas (Dance Mix) (6:32)
5. Ámame ahora, no mañana (Dance Mix) (5:23)

## Sencillos
• Cuando seas grande
• Es tan fácil romper un corazón
• Solos en América
• Llámame si me necesitas
• Mi sombra en la pared
• Hagamos el amor

## Músicos
- Miguel Mateos: voz principal y coros, sintetizadores y guitarra rítmica.
- Carlos Alberto García López: guitarra principal.
- Cachorro López: bajo.
- Alejandro Mateos: batería y caja de ritmos.
- Julio Lala: sintetizadores.
- Kim Bullard: sintetizadores.
- Phil Kenzie: saxofón.
- Stan Bush: coros.
- Cecilia Bullard: coros.

## Datos adicionales
- Grabado y Mezclado en: Music Grinder Studios & Master Control Studios, Los Ángeles, Stena Sunswept Pacific, Prefered Sound.
- Ingenieros de Sonido: Greg Penny, Joe Seta, Brian Malouf, Kim Bullard.
- Asistente: Scott Campbell, Brian Levy, Casey McMackin, Dan Hebenzal.
- Arte del CD: Jeff Weiss.
- Coordinación General: Elsa Ferreyra.
- Producción musical: Kim Bullard y Miguel Mateos.

- Todas las canciones fueron compuestas por Miguel Mateos. Excepto (*) que fue escrita por Cachorro López conjuntamente con Miguel Mateos.
- En algunos países existe una edición especial: "Rock En Tu Idioma" en edición de disco compacto Con solo 9 canciones.
- En 2016, se recuperan los discos históricos del catálogo del sello Music Hall (entre ellos Solos en América).
- En 2017, fue relanzado y, para festejar los treinta años del disco, Miguel Mateos se embarcó en una gira de conciertos que lo llevó por Argentina, México y Chile.[1]